# Golden Disc Awards
O Golden Disc Awards (em coreano:  골든 디스크 어워드) é uma premiação musical criada em 1986, apresentada anualmente pela Music Industry Association of Korea para realizações de destaque na indústria musical na Coreia do Sul.

## Troféu
O troféu é chamado de "Estátua de uma Mulher tocando um Instrumento de Palheta" (em coreano:  생황 부는 여인상), e foi projetado pelo professor Kim Soo-Hyun.

## Categorias
Atualmente, existem sete prêmios que não são limitados por gênero, e três prêmios por gênero, sendo um para hip hop, um para rock, e um para trot.
- Grande Prêmio em Álbum Físico (Disk Daesang): é atribuído ao artista realizador do melhor álbum de estúdio ou extended play, dentre os vencedores da categoria "Lançamentos do Ano".
- Grande Prêmio em Lançamento Digital (Digital Daesang): é atribuído ao artista realizador do melhor single digital, dentre os vencedores da categoria "Lançamentos do Ano em Formato Digital".
- Lançamentos do Ano (Disk Bonsang): são atribuídos aos artistas dos melhores álbuns de estúdio ou extended plays do ano.
- Lançamentos do Ano em Formato Digital (Digital Bonsang): são atribuídos aos artistas dos melhores singles do ano que foram lançados digitalmente.
- Produtor Musical do Ano: é atribuído ao produtor musical do ano.
- Lançamento de Hip Hop do Ano: é atribuído ao artista do álbum de hip hop do ano.
- Lançamento de Rock do Ano: é atribuído ao artista do álbum de rock do ano.
- Prêmios de Popularidade do Ano: são atribuídos aos os artistas que ganharam popularidade do ano.
- Prêmios de Newbie do Ano: são atribuídos aos artistas newbie do ano.
- Prêmio Especial: é atribuído ao artista ou equipe de produção que ganhou popularidade ou conquista proeminente em tópicos diversos da indústria musical coreana.

## Eventos passados
| Edição | Data                     | Local                                   | Cidade                    | Apresentadores                                                                      |
| ------ | ------------------------ | --------------------------------------- | ------------------------- | ----------------------------------------------------------------------------------- |
| 23ª    | 10 de dezembro de 2008   | Olympic Park                            | Seul                      | Shin Dong-yup, Park Ji-yoon                                                         |
| 24ª    | 10 de dezembro de 2009   | Olympic Park                            | Seul                      | Kim Seong-joo, Park Ji-yoon                                                         |
| 25ª    | 9 de dezembro de 2010    | Hwajeong Gym                            | Seul                      | Tak Jae-hoon, Choi Song-hyun                                                        |
| 26ª    | 21–22 de janeiro de 2012 | Osaka Dome                              | Osaka                     | Leeteuk, Gyuri, Hongki, Suzy                                                        |
| 27ª    | 15–16 de janeiro de 2013 | Circuito Internacional de Sepang        | Kuala Lumpur              | Nicole, Jung Yong-hwa, Dasom, Hongki                                                |
| 28ª    | 16 de janeiro de 2014    | Grand Peace Palace, Kyunghee University | Seul                      | Choi Minho, Jung Yong-hwa, Yoon Doo-joon, Taeyeon, Tiffany Hwang, Oh Sang-jin       |
| 29ª    | 14–15 de janeiro de 2015 | MasterCard Center                       | Pequim                    | Dia 1: Kim Sung-joo, Kim Jong-kook, Fei Dia 2: Jun Hyun-moo, Leeteuk, Tiffany Hwang |
| 30ª    | 20–21 de janeiro de 2016 | Grand Peace Palace, Kyunghee University | Seul                      | Dia 1: Jun Hyun-moo, Kim Jong-kook, Seohyun Dia 2: Jun Hyun-moo, Krystal, Leeteuk   |
| 31ª    | 13–14 de janeiro de 2017 | KINTEX                                  | Goyang, Gyeonggi Province | Dia 1: Hwang Chi-yeul, Seohyun, Jung Yong-hwa Dia 2: Kang Sora, Sung Si Kyung       |
| 32ª    | 10-11 de Janeiro de 2018 | KINTEX                                  | Goyang, Gyeonggi Province | Dia 1: Lee Seung Gi, Lee Sung Kyung Dia 2: Kang Sora, Sung Si Kyung                 |
| 33ª    | 5-6 de Janeiro de 2019   | Gocheok Sky Dome                        | Seul                      | Dia 1: Lee Seung-gi, Park Min-young Dia 2: Kang So-ra, Sung Si-kyung                |
| 34ª    | 4-5 de Janeiro de 2020   | Gocheok Sky Dome                        | Seul                      | Dia 1: Sung Si-kyung, Lee Da-hee Dia 2: Lee Seung-gi, Park So-dam                   |

## Album do Ano (Album Daesang)
- Nota: No ano de 2011 não houve uma premiação, a mesma acabou sendo movida para o ano seguinte, 2012. A ordem está listada corretamente, conforme anunciado.

| Edição | Ano  | Vencedor          | Álbum                    | Notas                 |
| ------ | ---- | ----------------- | ------------------------ | --------------------- |
| 34ª    | 2020 | BTS               | Map of the Soul: Persona | 6º mini álbum         |
| 33ª    | 2019 | BTS               | Love Yourself: Answer    | 3º álbum de coletânea |
| 32ª    | 2018 | BTS               | Love Yourself: Her       | 5º mini álbum         |
| 31ª    | 2017 | EXO               | EX'ACT                   | 3º álbum de estúdio   |
| 30ª    | 2016 | EXO               | EXODUS                   | 2º álbum de estúdio   |
| 29ª    | 2015 | EXO               | Overdose                 | 2º mini álbum         |
| 28ª    | 2014 | EXO               | XOXO                     | 1º álbum de estúdio   |
| 27ª    | 2013 | Super Junior      | Sexy, Free & Single      | 6º álbum de estúdio   |
| 26ª    | 2012 | Super Junior      | Mr. Simple               | 5 º álbum de estúdio  |
| 25ª    | 2010 | Girls' Generation | Oh!                      | 2º álbum de estúdio   |
| 24ª    | 2009 | Super Junior      | Sorry, Sorry             | 3º álbum de estúdio   |
| 23ª    | 2008 | TVXQ              | Mirotic                  | 4º álbum de estúdio   |
| 22ª    | 2007 | SG Wannabe        | The Sentimental Chord    | 4º álbum de estúdio   |
| 21ª    | 2006 | TVXQ              | "O"-Jung.Ban.Hap.        | 3º álbum de estúdio   |
| 20ª    | 2005 | SG Wannabe        | Saldaga                  | 2º álbum de estúdio   |
| 19ª    | 2004 | Lee Soo-young     | The Colors of My Life    | 6º álbum de estúdio   |
| 18ª    | 2003 | Jo Sungmo         | A Singer                 | 5º álbum de estúdio   |
| 17ª    | 2002 | Cool              | Truth                    | 7º álbum de estúdio   |
| 16ª    | 2001 | g.o.d             | Road                     | 4º álbum de estúdio   |
| 15ª    | 2000 | Jo Sungmo         | Let me love              | 3º álbum de estúdio   |
| 14ª    | 1999 | Jo Sungmo         | For Your Soul            | 2º álbum de estúdio   |
| 13ª    | 1998 | Kim Jong-hwan     | For Love                 | 3º álbum de estúdio   |
| 12ª    | 1997 | H.O.T.            | Wolf and Sheep           | 2º álbum de estúdio   |
| 11ª    | 1996 | Kim Gun-mo        | Exchange Kg. M4          | 4º álbum de estúdio   |
| 10ª    | 1995 | Kim Gun-mo        | Wrongful Meeting         | 3º álbum de estúdio   |
| 9ª     | 1994 | Kim Gun-mo        | Excuses                  | 2º álbum de estúdio   |
| 8ª     | 1993 | Shin Seung-hun    | Because I Love You       | 3º álbum de estúdio   |
| 7ª     | 1992 | Shin Seung-hun    | Invisible Love           | 2º álbum de estúdio   |
| 6ª     | 1991 | Kim Hyun-sik      | Kim Hyun Sik Vol.6       | 6º álbum de estúdio   |
| 5ª     | 1990 | Byeon Jin-seob    | Byeon Jin-Seob 2         | 2º álbum de estúdio   |
| 4ª     | 1989 | Byeon Jin-seob    | Byeon Jin-Seob           | 1º álbum de estúdio   |
| 3ª     | 1988 | Joo Hyun-mi       | Joo Hyun-Mi 2            | 2º álbum de estúdio   |
| 2ª     | 1987 | Lee Moon-se       | When Love Goes Away      | 4º álbum de estúdio   |
| 1ª     | 1986 | Cho Yong-pil      | Empty Space              | 8º álbum de estúdio   |

## Música do Ano (Digital Daesang)
- Nota: No ano de 2011 não houve uma premiação, a mesma acabou sendo movida para o ano seguinte, 2012. A ordem está listada corretamente, conforme anunciado.

| Edição | Ano  | Vencedor          | Canção                           |
| ------ | ---- | ----------------- | -------------------------------- |
| 34ª    | 2020 | BTS               | "Boy with Luv"                   |
| 33ª    | 2019 | iKON              | "Love Scenario"                  |
| 32ª    | 2018 | IU                | "Through The Night"              |
| 31ª    | 2017 | TWICE             | "Cheer Up"                       |
| 30ª    | 2016 | BIGBANG           | "Loser"                          |
| 29ª    | 2015 | Taeyang           | "Eyes, Nose, Lips"               |
| 28ª    | 2014 | PSY               | "Gentleman"                      |
| 27ª    | 2013 | PSY               | "Gangnam Style"                  |
| 26ª    | 2012 | Girls' Generation | "The Boys"                       |
| 25ª    | 2010 | 2AM               | "Can't Let You Go Even If I Die" |
| 24ª    | 2009 | Girls' Generation | "Gee"                            |
| 23ª    | 2008 | Jewelry           | "One More Time"                  |
| 22ª    | 2007 | Ivy               | "If You're Gonna Be Like This"   |
| 21ª    | 2006 | SG Wannabe        | "Partner for Life"               |

## Prêmio Principal (Bonsang)
- Nota: No ano de 2011 não houve uma premiação, a mesma acabou sendo movida para o ano seguinte, 2012. A ordem está listada corretamente, conforme anunciado.

| Edição | Ano  | Vencedores      | Vencedores    | Vencedores     | Vencedores        | Vencedores     | Vencedores        | Vencedores     | Vencedores     | Vencedores         | Vencedores         | Vencedores       | Vencedores            |
| ------ | ---- | --------------- | ------------- | -------------- | ----------------- | -------------- | ----------------- | -------------- | -------------- | ------------------ | ------------------ | ---------------- | --------------------- |
| 34ª    | 2020 | Album Bonsang   | Super Junior  | EXO-SC         | Baekhyun          | TWICE          | BTS               | GOT7           | SEVENTEEN      | Monsta X           | NU'EST             | NCT Dream        | —                     |
| 34ª    | 2020 | Digital Bonsang | MC the Max    | Chungha        | Paul Kim          | TWICE          | BTS               | Taeyeon        | Jennie         | Itzy               | Jannabi            | Akdong Musician  | —                     |
| 33ª    | 2019 | Album Bonsang   | Wanna One     | EXO            | Jonghyun          | TWICE          | BTS               | GOT7           | SEVENTEEN      | Monsta X           | NU'EST W           | NCT 127          | —                     |
| 33ª    | 2019 | Digital Bonsang | Roy Kim       | Chungha        | Bolbbalgan4       | TWICE          | BTS               | BIGBANG        | BLACKPINK      | Momoland           | iKon               | Mamamoo          | —                     |
| 32ª    | 2018 | Disk Bonsang    | Super Junior  | EXO            | Girls' Generation | TWICE          | BTS               | GOT7           | SEVENTEEN      | Monsta X           | N'UEST W           | Taeyeon          | Hwang Chi Yeol        |
| 32ª    | 2018 | Digital Bonsang | Red Velvet    | IU             | Bolbbalgan4       | TWICE          | BTS               | BIGBANG        | BLACKPINK      | Yoon Jong Shin     | WINNER             | Heize            | Akdong Musician       |
| 31ª    | 2017 | Disk Bonsang    | INFINITE      | EXO            | VIXX              | SHINee         | BTS               | GOT7           | SEVENTEEN      | Monsta X           | Taemin             | —                | —                     |
| 31ª    | 2017 | Digital Bonsang | GFriend       | Lee Hi         | Urban Zakapa      | TWICE          | MAMAMOO           | Taeyeon        | Zico           | Suzy & Baekhyun    | Im Chang-jung      | —                | —                     |
| 30ª    | 2016 | Disk Bonsang    | Super Junior  | EXO            | f(x)              | SHINee         | BTS               | CNBLUE         | VIXX           | B2ST               | Jonghyun           | A Pink           | —                     |
| 30ª    | 2016 | Digital Bonsang | Red Velvet    | EXID           | Girls' Generation | Zion.T         | J.Y. Park         | Taeyeon        | SISTAR         | Kyuhyun            | BIGBANG            | AOA              | —                     |
| 29ª    | 2015 | Disk Bonsang    | Super Junior  | EXO            | Girls' Generation | B1A4           | BTS               | Taemin         | CNBLUE         | Infinite           | A Pink             | VIXX             | Girls' Generation-TTS |
| 29ª    | 2015 | Digital Bonsang | B2ST          | Taeyang        | AOA               | Girl's Day     | K.Will            | Hyuna          | Ailee          | SISTAR             | Epik High          | Soyou & Junggigo | —                     |
| 28ª    | 2014 | Disk Bonsang    | Infinite      | EXO            | Girls' Generation | SHINee         | Cho Yong-pil      | B2ST           | B1A4           | f(x)               | —                  | —                | —                     |
| 28ª    | 2014 | Digital Bonsang | A Pink        | Davichi        | Ailee             | CNBLUE         | SISTAR            | 2NE1           | Lee Seung-chul | 4minute            | Psy                | —                | —                     |
| 27ª    | 2013 | Disk Bonsang    | Super Junior  | B2ST           | KARA              | SHINee         | CNBLUE            | 4MINUTE        | F.T. Island    | Infinite           | B1A4               | —                | —                     |
| 27ª    | 2013 | Digital Bonsang | PSY           | T-ara          | G-Dragon          | K.Will         | SECRET            | BIGBANG        | f(x)           | Huh Gak            | 2NE1               | SISTAR           | miss A                |
| 26ª    | 2012 | Disk Bonsang    | Super Junior  | Infinite       | MBLAQ             | Jay Park       | KARA              | CNBLUE         | B2ST           | f(x)               | —                  | —                | —                     |
| 26ª    | 2012 | Digital Bonsang | G.NA          | 4MINUTE        | Girls' Generation | K.Will         | miss A            | SISTAR         | SECRET         | CNBLUE             | —                  | —                | —                     |
| 25ª    | 2010 | Disk Bonsang    | Super Junior  | BoA            | Girls' Generation | SHINee         | DJ DOC            | —              | —              | —                  | —                  | —                | —                     |
| 25ª    | 2010 | Digital Bonsang | miss A        | IU             | Lee Seung-gi      | CNBLUE         | 2AM               | —              | —              | —                  | —                  | —                | —                     |
| 24ª    | 2009 | Disk Bonsang    | Super Junior  | 2PM            | SG Wannabe        | Lee Seung-chul | Drunken Tiger     | —              | —              | —                  | —                  | —                | —                     |
| 24ª    | 2009 | Digital Bonsang | Baek Ji-young | Son Dam Bi     | Lee Seung-gi      | Davichi        | Girls' Generation | —              | —              | —                  | —                  | —                | —                     |
| 23ª    | 2008 | Rain            | Kim Dong-ryul | Shinhwa        | Brown Eyed Girls  | TVXQ           | Wonder Girls      | Jewelry        | MC Mong        | Brown Eyes         | SG Wannabe         | —                | —                     |
| 22ª    | 2007 | Super Junior    | Shin Hye-sung | Epik High      | Wheesung          | SG Wannabe     | Wonder Girls      | BIGBANG        | SeeYa          | Ivy                | Yangpa             | —                | —                     |
| 21ª    | 2006 | Fly to the Sky  | Kim Jong-kook | TVXQ           | Shinhwa           | SG Wannabe     | VIBE              | Shin Seung-hun | Son Ho-young   | Buzz               | MC the Max         | —                | —                     |
| 20ª    | 2005 | Wheesung        | Koyote        | Jo Sungmo      | Shin Hye-sung     | SG Wannabe     | MC Mong           | g.o.d          | Lee Min-woo    | Buzz               | Kim Jong-kook      | —                | —                     |
| 19ª    | 2004 | Wheesung        | Koyote        | Rain           | Shinhwa           | MC the Max     | Gummy             | Lee Seung-chul | Se7en          | Shin Seung-hun     | —                  | —                | —                     |
| 18ª    | 2003 | Jo Sungmo       | Koyote        | Lee Soo-young  | Wheesung          | Cool           | Fly to the Sky    | NRG            | Wax            | Lee Hyori          | Shinhwa            | —                | —                     |
| 17ª    | 2002 | Shin Seung-hun  | Koyote        | Lee Soo-young  | Park Hyo-shin     | Cool           | Sung Si-kyung     | Jang Na-ra     | Wax            | Shinhwa            | Kangta             | —                | —                     |
| 16ª    | 2001 | Position        | Koyote        | Park Jin-young | Kim Gun-mo        | Cool           | Im Chang-jung     | Lee Ki-chan    | Wax            | Kangta             | Shinhwa            | —                | —                     |
| 15ª    | 2000 | Turbo           | Fin.K.L       | Tae Jin-ah     | g.o.d             | Park Ji-yoon   | Hong Kyung-min    | Uhm Jung-hwa   | Kim Hyun-jung  | Steve Seungjun Yoo | Lee Jung-hyun      | Shin Seung-hun   | —                     |
| 14ª    | 1999 | Kim Hyun-jung   | Sechs Kies    | H.O.T.         | S.E.S.            | Fin.K.L        | Seol Woon-do      | Choi Yu-na     | Song Dae-kwan  | Uhm Jung-hwa       | Steve Seungjun Yoo | —                | —                     |
| 13ª    | 1998 | Kim Hyun-jung   | Sechs Kies    | H.O.T.         | Kim Gun-mo        | Shin Seung-hun | Seol Woon-do      | Tae Jin-ah     | Kim Kyung-ho   | Uhm Jung-hwa       | Turbo              | —                | —                     |

## Novo Artista do Ano
- Nota: No ano de 2011 não houve uma premiação, a mesma acabou sendo movida para o ano seguinte, 2012. A ordem está listada corretamente, conforme anunciado.

| Edição | Ano  | Vencedores    | Vencedores        | Vencedores | Vencedores  | Vencedores |
| ------ | ---- | ------------- | ----------------- | ---------- | ----------- | ---------- |
| 34ª    | 2020 | Itzy          | TXT               | —          | —           | —          |
| 33ª    | 2019 | (G)I-DLE      | IZ*One            | Stray Kids | —           | —          |
| 32ª    | 2018 | Wanna One     | —                 | —          | —           | —          |
| 31ª    | 2017 | BLACKPINK     | Bolbbalgan4       | NCT 127    | I.O.I       | —          |
| 30ª    | 2016 | GFriend       | iKON              | Seventeen  | TWICE       | —          |
| 29ª    | 2015 | GOT7          | WINNER            | Red Velvet | —           | —          |
| 28ª    | 2014 | BTS           | Roy Kim           | Lim Kim    | Crayon Pop  | —          |
| 27ª    | 2013 | EXO           | Juniel            | B.A.P.     | Ailee       | Lee Hi     |
| 26ª    | 2012 | Apink         | B1A4              | Dal Shabet | Boyfriend   | Huh Gak    |
| 25ª    | 2010 | B2ST          | SISTAR            | Secret     | —           | —          |
| 24ª    | 2009 | 4MINUTE       | T-ARA             | —          | —           | —          |
| 23ª    | 2008 | SHINee        | Davichi           | —          | —           | —          |
| 22ª    | 2007 | F.T. Island   | Girls' Generation | —          | —           | —          |
| 21ª    | 2006 | Super Junior  | SeeYa             | SS501      | —           | —          |
| 20ª    | 2005 | Ivy           | Eru               | Gavy NJ    | —           | —          |
| 19ª    | 2004 | SG Wannabe    | Tei               | TVXQ       | —           | —          |
| 18ª    | 2003 | Haven 3       | Big Mama          | —          | —           | —          |
| 17ª    | 2002 | Rain          | Wheesung          | —          | —           | —          |
| 16ª    | 2001 | Lee Joon-gi   | Jang Na-ra        | —          | —           | —          |
| 15ª    | 2000 | Chakra        | Park Hyo-shin     | Sky        | —           | —          |
| 14ª    | 1999 | Lee Jung-hyun | 1TYM              | —          | —           | —          |
| 13ª    | 1998 | S.E.S.        | Fin.K.L           | Taishi Ci  | Baby V.O.X. | Shinhwa    |
| 9ª     | 1994 | Two Two       | —                 | —          | —           | —          |

## Prêmio de Popularidade
- Nota: No ano de 2011 não houve uma premiação, a mesma acabou sendo movida para o ano seguinte, 2012. A ordem está listada corretamente, conforme anunciado.

| Edição | Ano  | Vencedores        | Vencedores         | Vencedores  | Vencedores        |
| ------ | ---- | ----------------- | ------------------ | ----------- | ----------------- |
| 34ª    | 2020 | BTS               | —                  | —           | —                 |
| 33ª    | 2019 | BTS               | —                  | —           | —                 |
| 32ª    | 2018 | EXO               | —                  | —           | —                 |
| 31ª    | 2017 | SHINee            | —                  | —           | —                 |
| 30ª    | 2016 | SHINee            | —                  | —           | —                 |
| 29ª    | 2015 | Girls' Generation | B2ST               | Lee Taemin  | Toheart           |
| 28ª    | 2014 | Girls' Generation | Roy Kim            | SHINee      | B2ST              |
| 27ª    | 2013 | G-Dragon          | SHINee             | —           | —                 |
| 26ª    | 2012 | Super Junior      | —                  | —           | —                 |
| 25ª    | 2010 | Girls' Generation | SHINee             | —           | —                 |
| 24ª    | 2009 | Super Junior      | SHINee             | —           | —                 |
| 23ª    | 2008 | F.T. Island       | Son Ho-young       | Taeyeon     | TVXQ              |
| 22ª    | 2007 | Super Junior      | Wonder Girls       | F.T. Island | Girls' Generation |
| 21ª    | 2006 | Baek Ji-young     | Eru                | SS501       | —                 |
| 20ª    | 2005 | g.o.d             | Jang Woo-hyuk      | —           | —                 |
| 19ª    | 2004 | Kim Jong-kook     | Park Sang-min      | —           | —                 |
| 18ª    | 2003 | S                 | —                  | —           | —                 |
| 17ª    | 2002 | Baby V.O.X.       | Lee Jung-hyun      | —           | —                 |
| 16ª    | 2001 | S.E.S.            | Steve Seungjun Yoo | —           | —                 |
| 15ª    | 2000 | Country Kko Kko   | J                  | Shinhwa     | —                 |
| 14ª    | 1999 | Clon              | Kim Kyung-ho       | Roo'ra      | —                 |
| 13ª    | 1998 | COOL              | Kim Jeong-min      | —           | —                 |

## Prêmios de gêneros musicais

### R&B/Soul
| Edição | Ano  | Artista |
| ------ | ---- | ------- |
| 34ª    | 2020 | Zico    |
| 32ª    | 2018 | Suran   |
| 31ª    | 2017 | Crush   |

### Rap/hip hop
| Edição | Ano  | Artista      | Álbum                  |
| ------ | ---- | ------------ | ---------------------- |
| 33ª    | 2019 | Mino         | –                      |
| 30ª    | 2016 | San E        | The Boy Who Cried Wolf |
| 29ª    | 2015 | Epik High    | Shoe Box               |
| 28ª    | 2014 | Baechigi     | Shower Of Tears        |
| 27ª    | 2013 | Epik High    | 22                     |
| 25ª    | 2010 | Supreme Team | Supremier              |
| 24ª    | 2009 | Epik High    | (e)                    |
| 22ª    | 2007 | Dynamic Duo  | Enlighted              |
| 21ª    | 2006 | MC Mong      | The Way I Am           |
| 22ª    | 2005 | Epik High    | Swan Songs             |

### Trot
| Edição | Ano  | Artista         | Álbum                   |
| ------ | ---- | --------------- | ----------------------- |
| 34ª    | 2020 | Son Ga In       | –                       |
| 29ª    | 2015 | Hong Jin Young  | Life Note               |
| 23ª    | 2008 | Jang Yoon Jeong | Jang Yoon Jeong Twist   |
| 27ª    | 2007 | Jang Yoon Jeong | Compilation 2005 - 2007 |
| 25ª    | 2006 | Jang Yoon Jeong | Later Later             |
| 24ª    | 2005 | Jang Yoon Jeong | Salty VHS               |
| 22ª    | 2004 | Tae Jin Ah      | Companion               |
| 21ª    | 2003 | Tae Jin Ah      | Fool                    |

### Trilha Sonora
| Edição | Ano  | Artista  | Trilha sonora                                     |
| ------ | ---- | -------- | ------------------------------------------------- |
| 34ª    | 2020 | Gummy    | "Remember Me" ( Hotel del Luna)                   |
| 33ª    | 2019 | Paul Kim | "Every Day, Every Moment" (Should We Kiss First?) |
| 32ª    | 2018 | Ailee    | "I Will Go To You Like The First Snow" (Goblin)   |
| 31ª    | 2017 | Gummy    | "You Are My Everything" (Descendants of the Sun)  |
| 29ª    | 2015 | Huh Gak  | "Tears Like Today" (My Love from the Star)        |

### Vencedores do Prêmio de Melhor Rock
| Edição | Ano  | Artista                | Álbum                  |
| ------ | ---- | ---------------------- | ---------------------- |
| 32ª    | 2018 | Hyukoh                 | Play 23                |
| 30ª    | 2016 | Hyukoh                 | Play 22                |
| 26ª    | 2012 | F.T. Island            | MEMORY IN FTISLAND     |
| 25ª    | 2010 | F.T. Island            | Beautiful Journey      |
| 24ª    | 2009 | Jang Kiha And The Face | Living A Careless Life |
| 23ª    | 2008 | Nell                   | Separation Anxiety     |

## Prêmios Especiais

### Artista da Nova Geração
| Edição | Ano  | Vencedor     | Vencedor | Vencedor |
| ------ | ---- | ------------ | -------- | -------- |
| 34ª    | 2020 | Kim Jae Hwan | AB6IX    | Ateez    |
| 30ª    | 2016 | Monsta X     | —        | —        |
| 29ª    | 2015 | Tasty        | Bestie   | —        |
| 27ª    | 2013 | BtoB         | —        | —        |

### Melhor Grupo
| Edição | Ano  | Vencedor  | Vencedor  |
| ------ | ---- | --------- | --------- |
| 34ª    | 2020 | Masculino | —         |
| 34ª    | 2020 | Feminino  | Mamamoo   |
| 33ª    | 2019 | Masculino | Wanna One |
| 33ª    | 2019 | Feminino  | GFRIEND   |
| 32ª    | 2018 | Masculino | BtoB      |
| 32ª    | 2018 | Feminino  | GFRIEND   |

### Artista Solo
| Edição | Ano  | Vencedor |
| ------ | ---- | -------- |
| 34ª    | 2020 | Hwasa    |

### Melhor Performance
| Edição | Ano  | Vencedor   | Vencedor      |
| ------ | ---- | ---------- | ------------- |
| 34ª    | 2020 | Astro      | (G)I-DLE      |
| 31ª    | 2017 | Sechs Kies | Sistar        |
| 29ª    | 2015 | Beast      | Apink         |
| 27ª    | 2013 | Infinite   | Trouble Maker |

### Ceci Asia Icon
| Edição | Ano       | Vencedor | Vencedor   |
| ------ | --------- | -------- | ---------- |
| 32ª    | 2018      | Exo      | Twice      |
| 31ª    | 2017      | Exo      | Red Velvet |
| 29ª    | 2015      | CNBLUE   | —          |
| 28ª    | 2014      | Shinee   | Sistar     |
| 26ª    | 2011/2012 | Beast    | —          |

### Artista Cosmopolita
| Edição | Ano       | Vencedor    | Vencedor  |
| ------ | --------- | ----------- | --------- |
| 34ª    | 2020      | Twice       | NU'EST    |
| 33ª    | 2019      | Blackpink   | Wanna One |
| 26ª    | 2011/2012 | F.T. Island | —         |

### Melhor Produtor Musical
| Edição | Ano  | Artistas         |
| ------ | ---- | ---------------- |
| 34ª    | 2020 | Bang Shi-hyuk    |
| 31ª    | 2017 | Bang Shi-hyuk    |
| 28ª    | 2014 | Hong Seung-seong |
| 27ª    | 2013 | Han Seong-ho     |
| 26ª    | 2012 | Hong Seung-seong |
| 25ª    | 2010 | Hong Seung-seong |
| 24ª    | 2009 | Lee Ho-yeon      |
| 23ª    | 2008 | Lee Soo-man      |
| 22ª    | 2007 | Park Jin-young   |
| 19ª    | 2004 | Patti Kim        |
| 18ª    | 2003 | Yang Hee-eun     |

### Prêmio de Reconhecimento International
| Edição | Ano       | Vencedor                                   | Vencedor      | Vencedor | Vencedor  |
| ------ | --------- | ------------------------------------------ | ------------- | -------- | --------- |
| 34ª    | 2020      | NetEase Fan's Choice K-pop Star            | BTS           | —        | —         |
| 33rd   | 2019      | Global V Live Top 10 Best Artist Award     | BTS           | —        | —         |
| 33rd   | 2019      | NetEase Music Global Star Popularity Award | BTS           | —        | —         |
| 32ª    | 2018      | Global Popularity Award                    | Exo           | —        | —         |
| 31ª    | 2017      | Asia Popularity Award                      | Kim Jae-joong | —        | —         |
| 31ª    | 2017      | Global K-Pop Artist Award                  | BTS           | —        | —         |
| 30ª    | 2016      | Global Popularity Award                    | Exo           | —        | —         |
| 30ª    | 2016      | iQiyi Artist Award                         | Big Bang      | Taeyeon  | —         |
| 29ª    | 2015      | China Good Will Star Award                 | Got7          | CNBLUE   | —         |
| 29ª    | 2015      | iQiyi Popularity Award                     | CNBLUE        | —        | —         |
| 27ª    | 2013      | MSN International Award                    | Big Bang      | —        | —         |
| 26ª    | 2011/2012 | MSN International Award                    | Beast         | —        | —         |
| 26ª    | 2011/2012 | MSN Japan Award                            | Super Junior  | —        | —         |
| 26ª    | 2011/2012 | Best Asian Group Award                     | CNBLUE        | —        | —         |
| 26ª    | 2011/2012 | Best Hallyu Star Award                     | Kara          | —        | —         |
| 26ª    | 2011/2012 | Hallyu Icon Award                          | Infinite      | Rainbow  | Supernova |
| 26ª    | 2011/2012 | [Vivi Dream Award                          | CNBLUE        | —        | —         |
| 25ª    | 2010      | MSN Asia Popularity Award                  | Super Junior  | —        | —         |

## Reconhecimento Especial Golden Disc Awards
| Edição | Ano  | Vencedor       |
| ------ | ---- | -------------- |
| 33ª    | 2019 | SSAW           |
| 22ª    | 2007 | Kim Ah-joong   |
| 18ª    | 2003 | Kang Won-rae   |
| 17ª    | 2002 | Park Kyung-lim |

## Outros prêmios
- Nota: No ano de 2011 não houve uma premiação, a mesma acabou sendo movida para o ano seguinte, 2012. A ordem está listada corretamente, conforme anunciado.

| Edição | Ano  | Prêmio                        | Vencedores       |
| ------ | ---- | ----------------------------- | ---------------- |
| 31ª    | 2017 | Melhor Banda de K-Pop         | CNBLUE           |
| 30ª    | 2016 | Melhor Vocal                  | BtoB             |
| 30ª    | 2016 | Melhor Vocal                  | Jung Yong-hwa    |
| 29ª    | 2015 | Tendência do Ano              | Soyou & Junggigo |
| 28ª    | 2014 | Prêmio de Comissão Especial   | Deul Guk Hwa     |
| 28ª    | 2014 | Prêmio Goodwill Star          | CNBLUE           |
| 27ª    | 2013 | Prêmio Samsung Galaxy Star    | Sistar           |
| 27ª    | 2013 | Prêmio Golden Single          | Teen Top         |
| 27ª    | 2013 | InStyle Prêmio Fashionista    | Hongki           |
| 27ª    | 2013 | Prêmio JTBC de Melhor Artista | Beast            |
| 23ª    | 2008 | Nova Tendência                | Kim Jong-wook    |

## Prêmios Descontinuados

### Melhor Vídeo Musical
| Edição | Ano  | Artista       | Vídeo musical                    | Álbum           |
| ------ | ---- | ------------- | -------------------------------- | --------------- |
| 21ª    | 2006 | Vibe          | That Man That Women              | Re-Feel         |
| 20ª    | 2005 | Drunken Tiger | Isolated Ones! Left Foot Forward | 1945 Liberation |
| 19ª    | 2004 | SG Wannabe    | Timeless                         | SG Wannabe+     |
| 18ª    | 2003 | Big Mama      | Break Away                       | Like The Bible  |

### Melhor Diretor de Vídeo Musical
| Edição | Ano  | Diretor        | Artista        | Vídeo musical             | Álbum         |
| ------ | ---- | -------------- | -------------- | ------------------------- | ------------- |
| 21ª    | 2006 | Cha Eun Taek   | PSY            | We Are The One            | Ssajib        |
| 20ª    | 2005 | Cha Eun Taek   | Lee Hyori      | Anyclub                   | —             |
| 19ª    | 2004 | Jang Jae Hyeok | Jo PD          | My Friend (feat. Insooni) | Love And Life |
| 18ª    | 2003 | Jang Jae Hyeok | Lee Seung-hwan | Flower                    | Egg           |

### Vídeo Musical Popular
| Edição | Ano  | Vencedor                   | Vídeo musical   | Álbum                           |
| ------ | ---- | -------------------------- | --------------- | ------------------------------- |
| 21ª    | 2006 | Super Junior               | U               | Super Junior 05 (Extended Ver.) |
| 20ª    | 2005 | Jewelry                    | Super Star      | Super Star                      |
| 19ª    | 2004 | Shinhwa                    | Brand New       | Brand New                       |
| 19ª    | 2004 | SE7EN                      | Passion         | Must Lisent                     |
| 18ª    | 2003 | Cherry Filter              | Flying Duck     | Third Eye                       |
| 17ª    | 2002 | Park Ji Yoon               | I Am A Man      | Men                             |
| 17ª    | 2002 | Lena Park                  | Dreams          | Op.4                            |
| 16ª    | 2001 | Shin Ha Kyun & Position    | I Love You      | Unknown                         |
| 16ª    | 2001 | Song Hye Kyo & Kim Bum Soo | Once Upon A Day | 2nd Album Remember              |

### Vencedores do Prêmio de Conquista Especial
| Edição | Ano  | Artista                 |
| ------ | ---- | ----------------------- |
| 25ª    | 2010 | The late Park Chun-seok |
| 24ª    | 2009 | Song Chang-sik          |
| 23ª    | 2008 | Kim Chang-woo           |
| 20ª    | 2005 | Cho Yong-pil            |
| 18ª    | 2003 | Clon                    |

## Principais vencedores
- Os artistas com o maior número de prêmios nas categorias principais (grande prêmio) são o BTS e o EXO com 4 grandes prêmios cada, Girls' Generation, Super Junior, Jo Sung-mo, Kim Gun-mo e SG Wannabe com 3 grandes prêmios cada, e Byeon Jin-seob, PSY, Shin Seung-hun e TVXQ com 2 grandes prêmios cada.
- Os artistas que mais venceram em diversas categorias são o BTS e o Super Junior com 20 prêmios cada. Eles são seguidos por EXO com 16 prêmios, Girls' Generation e CNBLUE com 15 prêmios cada, SHINee com 13 prêmios, e BEAST e Shin Seung-hun com 12 prêmios cada.
- O artista com o maior número de prêmios conquistados em uma única categoria é o Super Junior, com nove Album Bonsangs. São seguidos por EXO e BTS com seis Album Bonsangs cada, SHINee e Infinite com cinco Album Bonsangs cada e Sistar com cinco Digital Bonsangs.
- EXO foi o primeiro artista a ganhar o Grande Prêmio por quatro anos seguidos (2014, 2015, 2016 e 2017). BTS, Girls' Generation, SG Wannabe e Kim Gun-mo o ganharam por três anos consecutivos. Kim Gun-mo ganhou em 1994, 1995 e 1996; SG Wannabe em 2005, 2006 e 2007; Girls' Generation em 2009, 2010 e 2012 e BTS em 2018, 2019 e 2020.
- Jo Sungmo e Super Junior também ganharam o Grande Prêmio por três vezes não consecutivas, seguidos de TVXQ, Shin Seung-hun, e Byeon Jin-seob, cada um com dois grandes prêmios cada.

### Mais premiado com Daesangs (Grande Prêmio)
| Posição          | 1ª        | 2ª                                                                   | 3ª                                         |
| ---------------- | --------- | -------------------------------------------------------------------- | ------------------------------------------ |
| Artista          | BTS e EXO | Girls' Generation, Super Junior, Jo Sung-mo, Kim Gun-mo e SG Wannabe | Byeon Jin-seob, PSY, Shin Seung-hun e TVXQ |
| Total de prêmios | 4         | 3                                                                    | 2                                          |

### Mais premiado no geral
| Posição          | 1ª                 | 2ª  | 3ª                         | 4ª     | 5ª                     |
| ---------------- | ------------------ | --- | -------------------------- | ------ | ---------------------- |
| Artista          | BTS e Super Junior | EXO | Girls' Generation e CNBLUE | SHINee | BEAST e Shin Seung-hun |
| Total de prêmios | 20                 | 16  | 15                         | 13     | 12                     |